# Nouvion-le-Comte
Nouvion-le-Comte est une commune française située dans le département de l'Aisne, en région Hauts-de-France.

## Géographie

### Localisation

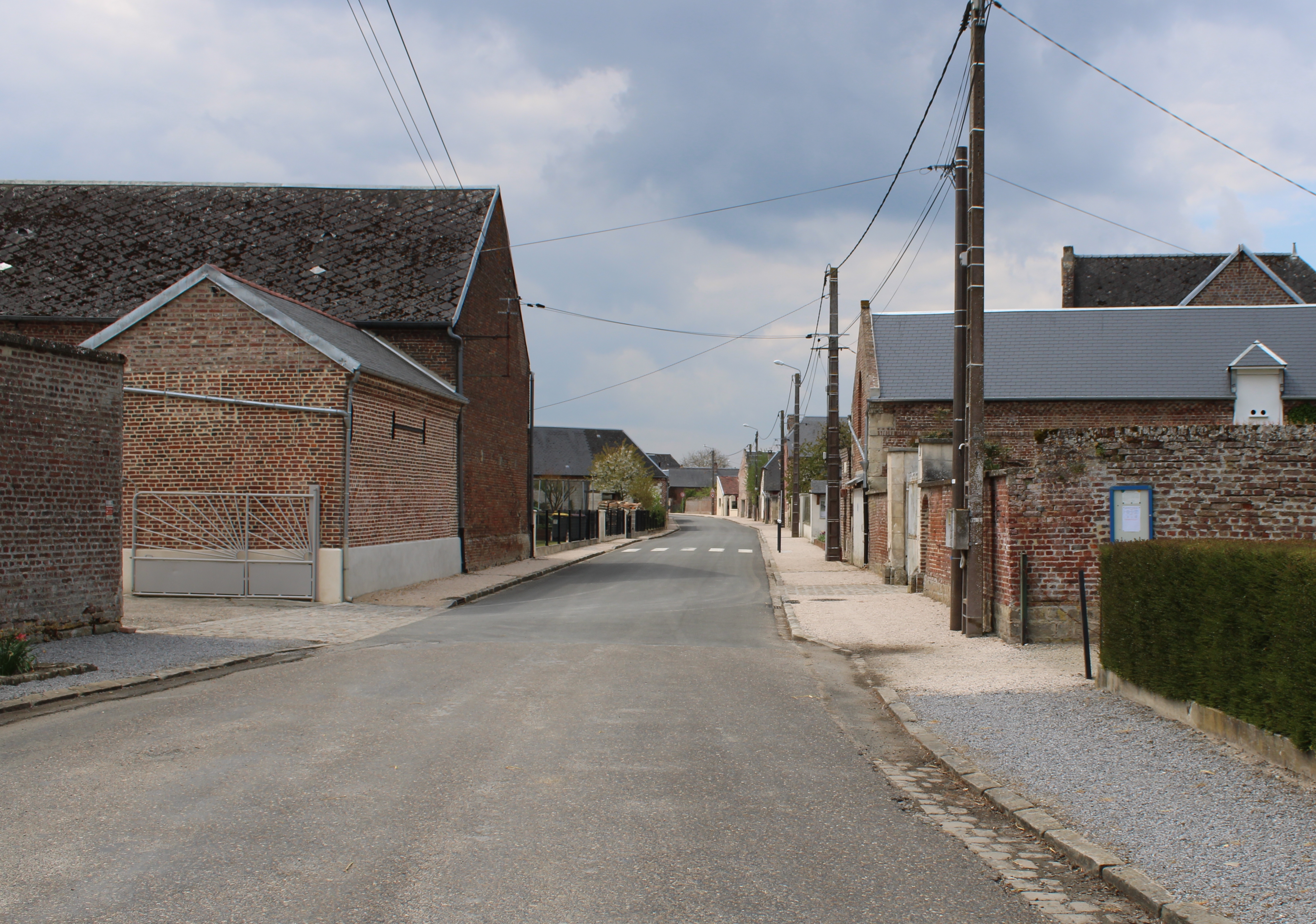
Une rue de la commune.

La commune se trouve dans l'aire d'attraction de Tergnier, dans la zone d'emploi de Saint-Quentin et dans le bassin de vie de Tergnier.

### Communes limitrophes
Les communes limitrophes sont  Anguilcourt-le-Sart, Courbes, Nouvion-et-Catillon et Renansart.

### Géologie et relief

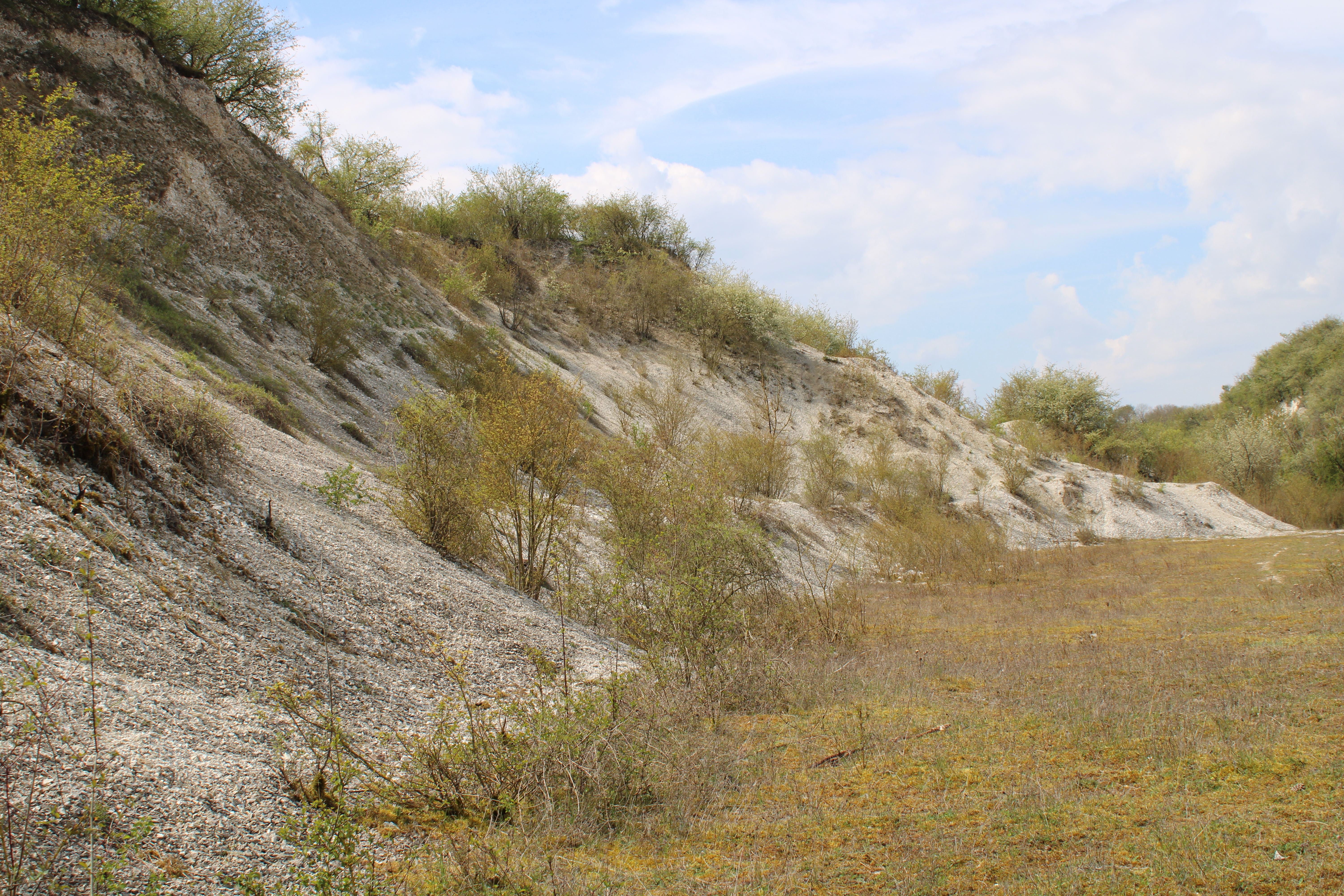
L'ancienne carrière de pierre à chaux.

La superficie de la commune est de 7,98 km2 ; son altitude varie de 52  à   117 mètres.

### Hydrographie

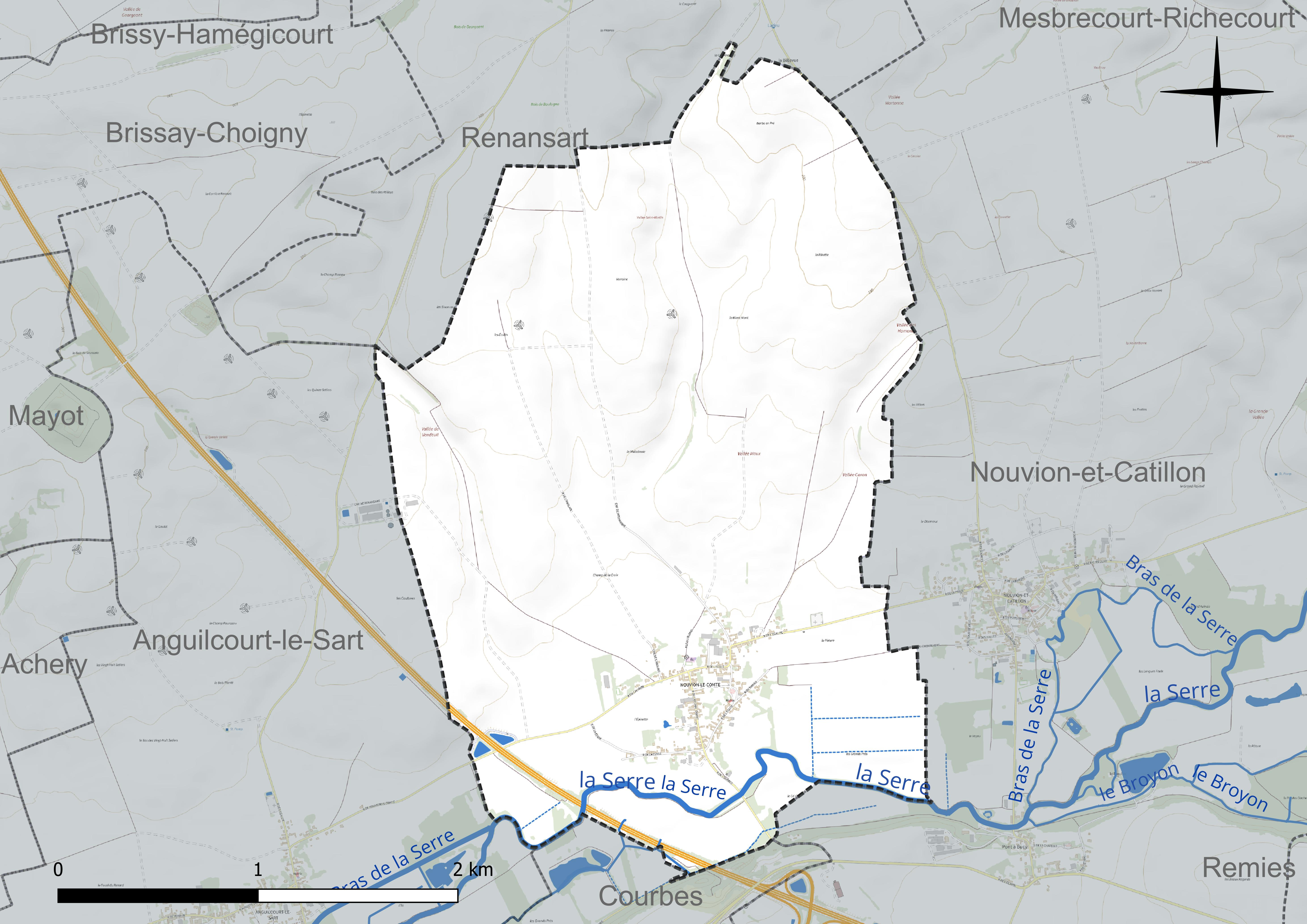
Réseau hydrographique de Nouvion-le-Comte.

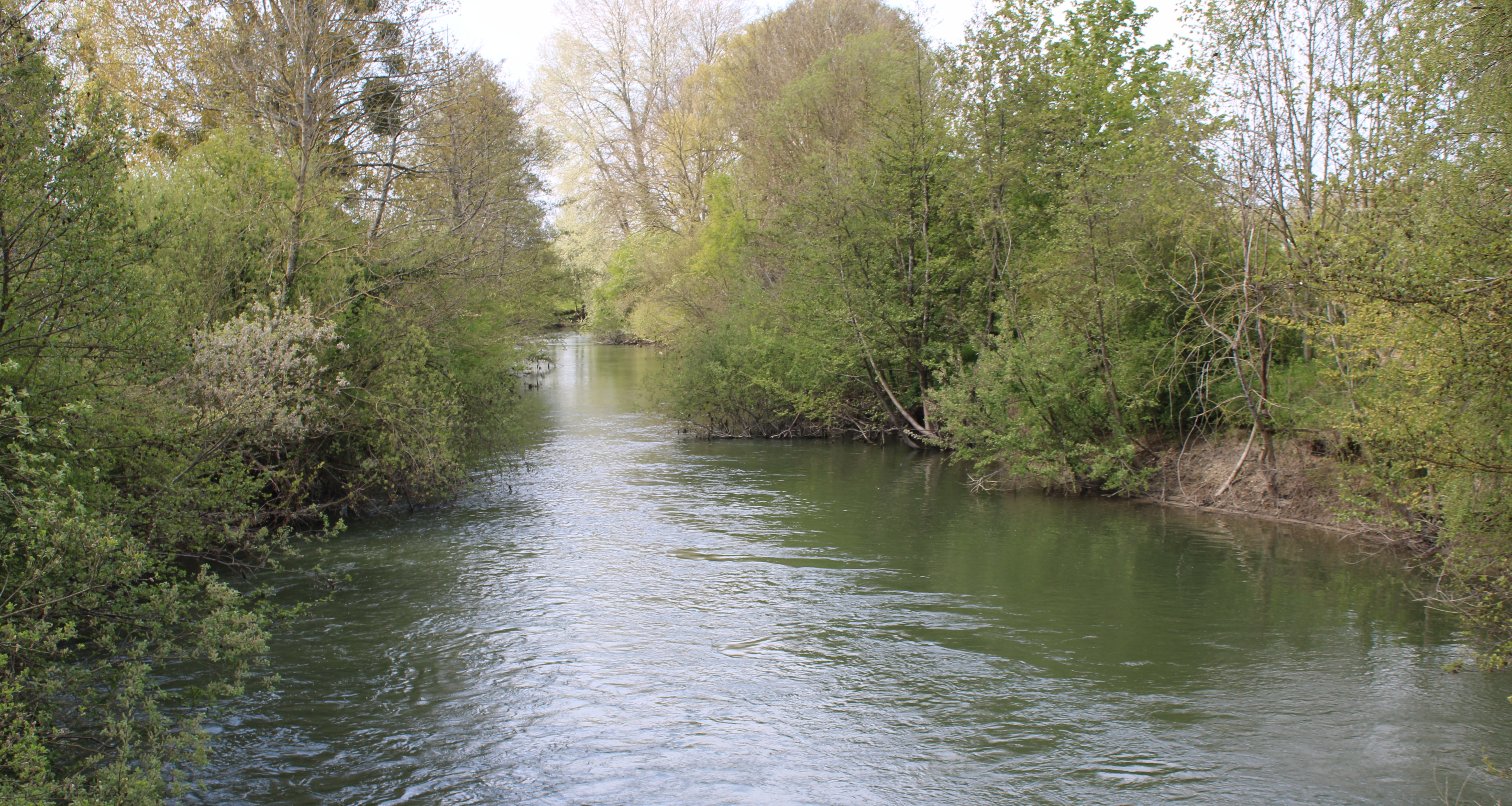
La Serre à Nouvion-le-Comte.

La commune est située dans le bassin Seine-Normandie.
Elle est drainée par la Serre et le cours d'eau 01 de la commune d'Aiguilcourt-le-Sart,,.
La Serre, d'une longueur de 96 km, prend sa source dans la commune de La Férée, à 265 m d'altitude, et se jette  dans l'Oise (rive gauche) à Danizy, à 52 m d'altitude, après avoir traversé 39 communes. Les caractéristiques hydrologiques du la Serre sont données par la station hydrologique située sur la commune de Nouvion-et-Catillon. Le débit moyen mensuel est de 13,2 m3/s. Le débit moyen journalier maximum est de 88,3 m3/s, atteint lors de la crue du 23 décembre 1993. Le débit instantané maximal est quant à lui de 96,4 m3/s, atteint le même jour.

### Climat
Pour des articles plus généraux, voir Climat des Hauts-de-France et Climat de l'Aisne.
En 2010, le climat de la commune est de type climat océanique dégradé des plaines du Centre et du Nord, selon une étude du CNRS s'appuyant sur une série de données couvrant la période 1971-2000. En 2020, Météo-France publie une typologie des climats de la France métropolitaine dans laquelle la commune est exposée à un climat océanique altéré et est dans la région climatique Nord-est du bassin Parisien, caractérisée par un ensoleillement médiocre, une pluviométrie moyenne régulièrement répartie au cours de l'année et un hiver froid (3 °C).
Pour la période 1971-2000, la température annuelle moyenne est de 10,4 °C, avec une amplitude thermique annuelle de 15,3 °C. Le cumul annuel moyen de précipitations est de 699 mm, avec 11,2 jours de précipitations en janvier et 8,6 jours en juillet. Pour la période 1991-2020, la température moyenne annuelle observée sur la station météorologique la plus proche, située sur la commune d'Aulnois-sous-Laon à 14 km à vol d'oiseau, est de 11,0 °C et le cumul annuel moyen de précipitations est de 685,6 mm,. Pour l'avenir, les paramètres climatiques de la commune estimés pour 2050 selon différents scénarios d'émission de gaz à effet de serre sont consultables sur un site dédié publié par Météo-France en novembre 2022.

## Urbanisme

### Typologie
Au 1er janvier 2024, Nouvion-le-Comte est catégorisée commune rurale à habitat dispersé, selon la nouvelle grille communale de densité à 7 niveaux définie par l'Insee en 2022.
Elle est située hors unité urbaine. Par ailleurs la commune fait partie de l'aire d'attraction de Tergnier, dont elle est une commune de la couronne,. Cette aire, qui regroupe 14 communes, est catégorisée dans les aires de moins de 50 000 habitants,.

### Occupation des sols

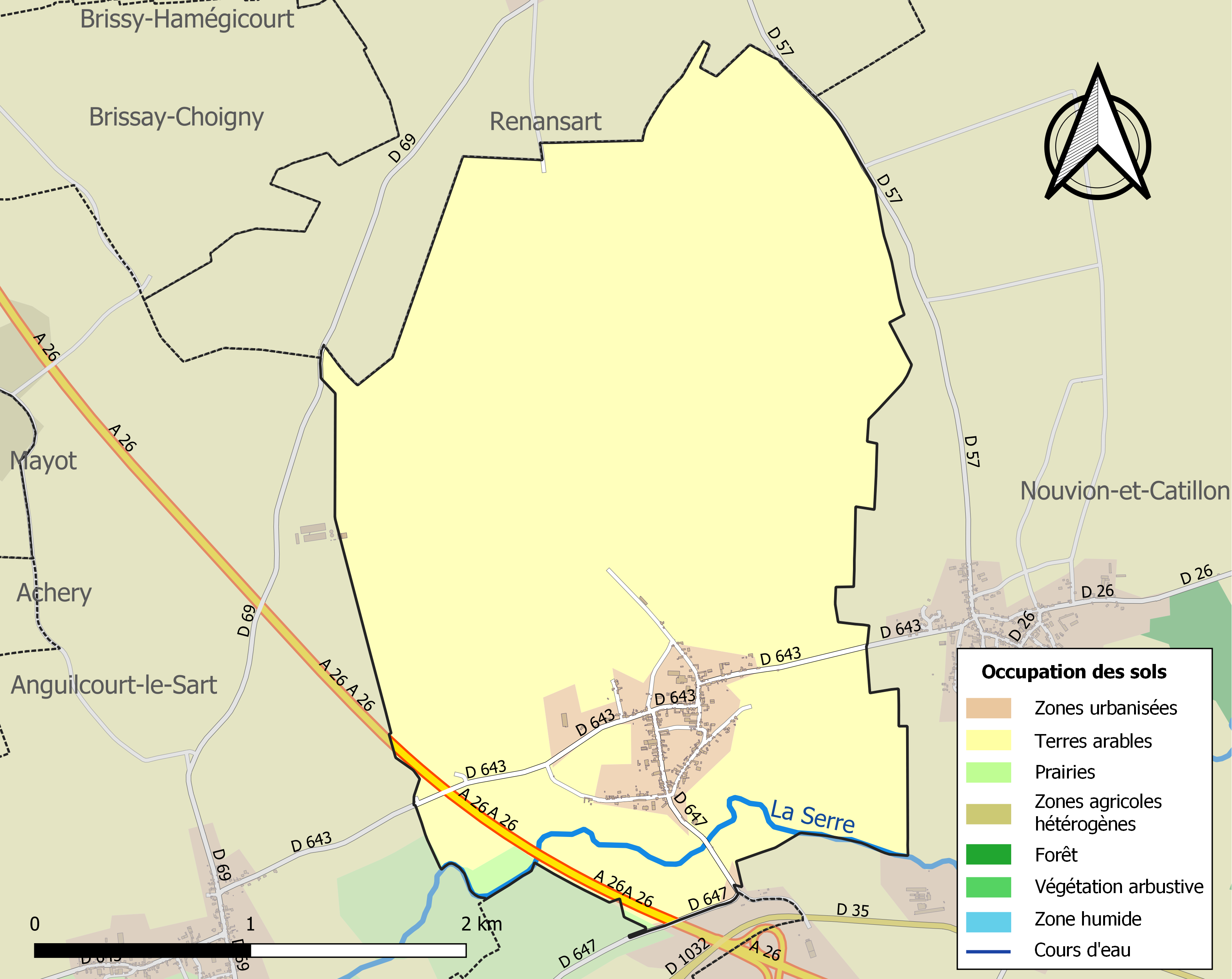
Carte de l'occupation des sols de la commune en 2018 (CLC).

L'occupation des sols de la commune, telle qu'elle ressort de la base de données européenne d'occupation biophysique des sols Corine Land Cover (CLC), est marquée par l'importance des territoires agricoles (94,5 % en 2018), en augmentation par rapport à 1990 (92 %).
La répartition détaillée en 2018 est la suivante : terres arables (93,8 %), zones urbanisées (5,4 %), prairies (0,7 %), zones industrielles ou commerciales et réseaux de communication (0,2 %).
L'évolution de l'occupation des sols de la commune et de ses infrastructures peut être observée sur les différentes représentations cartographiques du territoire : la carte de Cassini (XVIIIe siècle), la carte d'état-major (1820-1866) et les cartes ou photos aériennes de l'IGN pour la période actuelle (1950 à aujourd'hui).

### Habitat et logement
En 2021, le nombre total de logements dans la commune était de 137, alors qu'il était de 137 en 2016 et de 133 en 2011.
Parmi ces logements, 82,5 % étaient des résidences principales, 5,8 % des résidences secondaires et 11,7 % des logements vacants. Ces logements étaient pour 97,8 % d'entre eux des maisons individuelles et pour 2,2 % des appartements.
Le tableau ci-dessous présente la typologie des logements à Nouvion-le-Comte en 2021 en comparaison avec celle de l'Aisne et de la France entière. Une caractéristique marquante du parc de logements est ainsi une proportion de résidences secondaires et logements occasionnels (5,8 %) supérieure à celle du département (3,4 %) mais inférieure à celle de la France entière (9,7 %).
| Typologie                                               | Nouvion-le-Comte | Aisne | France entière |
| ------------------------------------------------------- | ---------------- | ----- | -------------- |
| Résidences principales (en %)                           | 82,5             | 86,7  | 82,2           |
| Résidences secondaires et logements occasionnels (en %) | 5,8              | 3,4   | 9,7            |
| Logements vacants (en %)                                | 11,7             | 9,9   | 8,1            |

### Voies de communication et transports
Le sud du territoire communal est tangenté par l'autoroute A26, dont la sortie no 12 dessert directement le village.
Une ligne de bus reliant Saint Quentin à Laon passe également par la ville.

## Toponymie

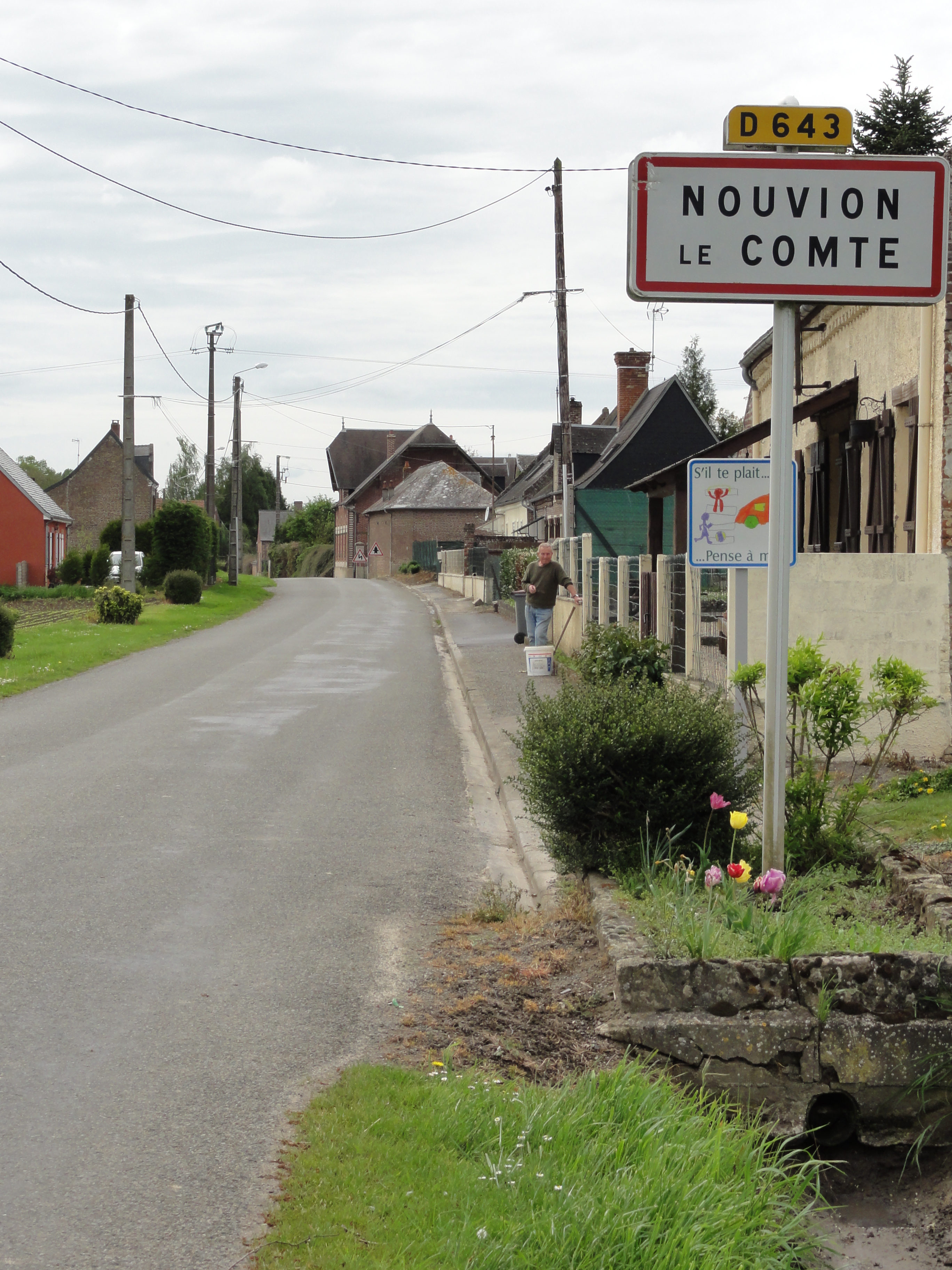

Le village est cité pour la première fois sous l'appellation  de Noviant en 986 dans un cartulaire de l'abbaye de Saint-Quentin-en-l'Isle. Le nom variera une vingtaine de fois encore en fonction des différents transcripteurs : Nivigentum-Comitis, Noviandum, Curtis de Noviando-Cimitis, Novion-le-Conte, Nouviant-le-Conte, Novoannum-Comitis...  et enfin l'orthographe actuelle Nouvion-le-Comte  au XVIIe siècle  sur la carte de Cassini
.
Nouvion : du gaulois *novientum « ville nouvelle », de l'adjectif gaulois novio « nouveau » et -ó- magos « marché ».

## Histoire

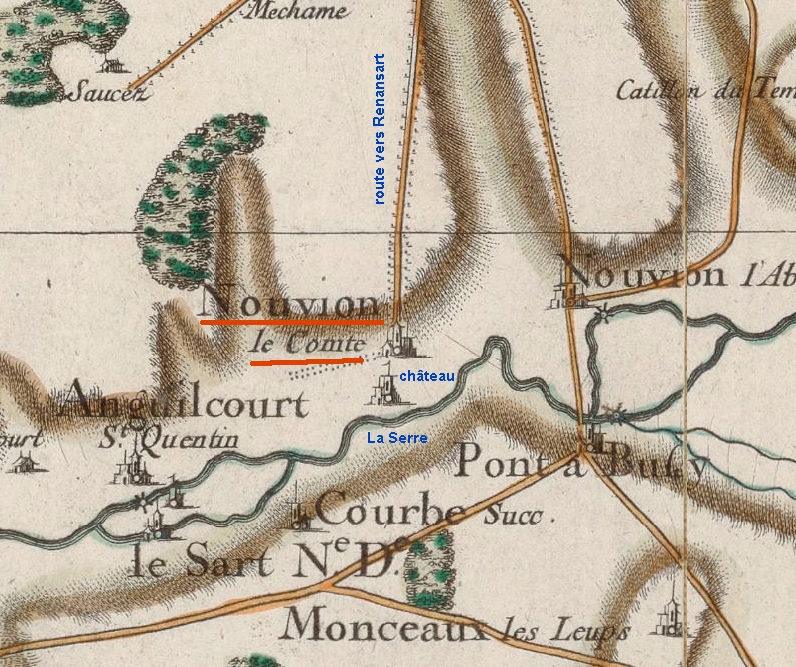
Carte de Cassini du secteur.

La carte de Cassini montre qu'au XVIIIe siècle, Nouvion-le-Comte  est une paroisse située sur la rive droite de La Serre.
Dans la monographie du village écrite en 1885,
l'instituteur indique que deux moulins à eau avaient été construits sur la Serre au XIIe siècle.

Le pont en fer qui traverse la rivière a été installé en 1881.

En 1875, la fabrique de sucre appartenait à Beauduin Prudhomme. Déjà à cette époque, la pollution préoccupe la population puis que dans sa monographie, l'instituteur écri t: les fabriques de sucre qui déversent leurs eaux insalubres dans la rivière contribuent à la destruction des poissons.
En 1878 est mise en service la gare de Nouvion-le-Comte sur la ligne de Dercy-Mortiers à Versigny, un chemin de fer secondaire à voie normale qui facilitait le déplacement des personnes et le transports des marchandises et notamment les betteraves sucrières vers les sucreries de Nouvion-le-Comte et de Nouvion-et-Catillon. La ligne ferme en 1959.

Nouvion-le-Comte au tout début du XXe siècle
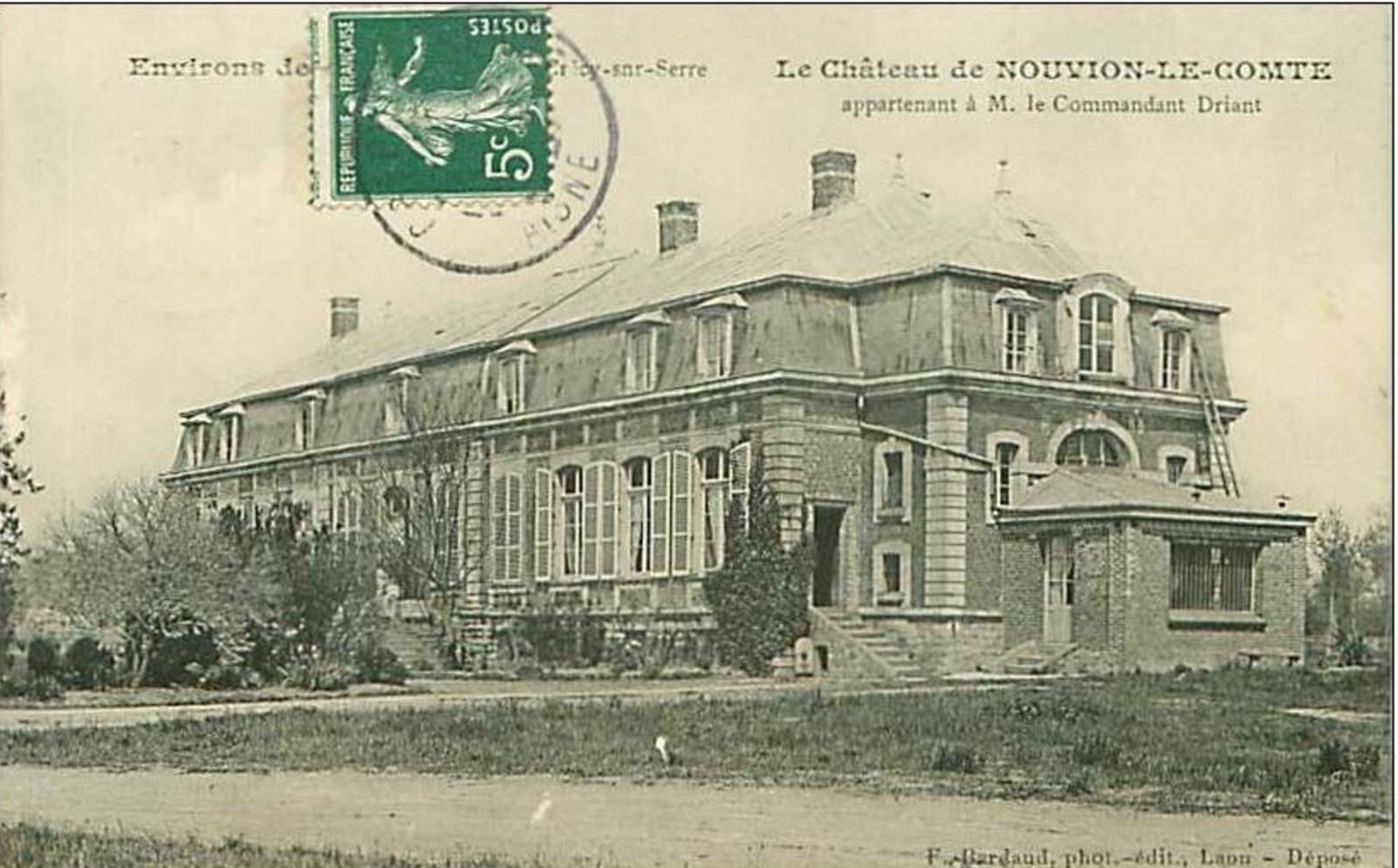
Le château.
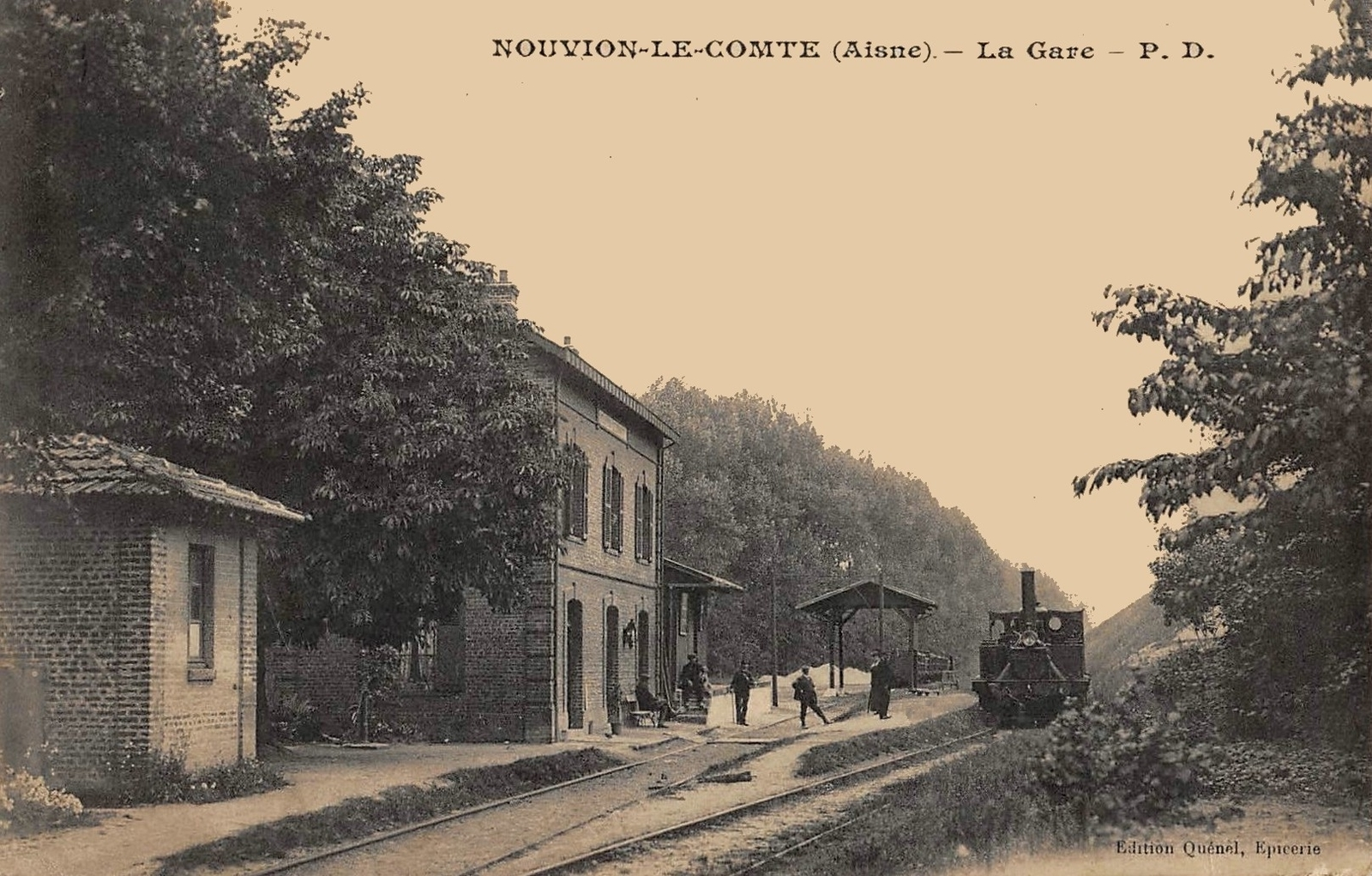
La gare.
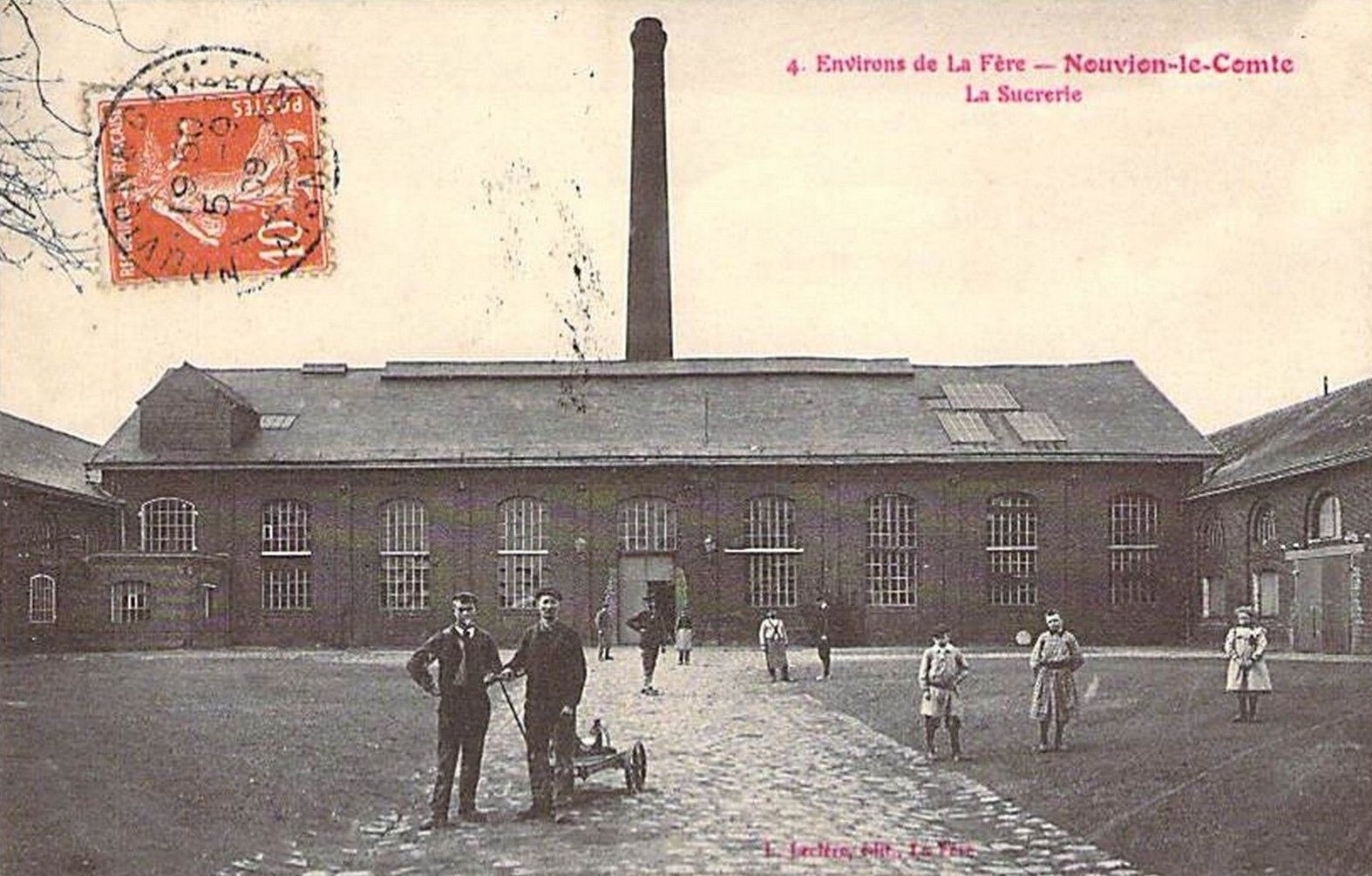
La sucrerie en 1909.
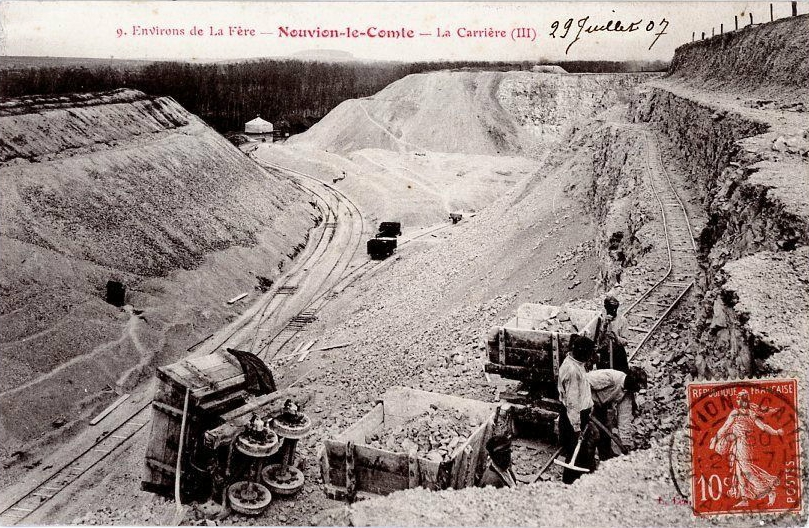
La carrière.

Le village est considéré comme détruit à la fin de la Première Guerre mondiale et a  été décoré de la Croix de guerre 1914-1918, le 22 octobre 1920.

## Politique et administration

### Rattachements administratifs et électoraux

#### Rattachements administratifs
La commune se trouve  dans l'arrondissement de Laon du département de l'Aisne.
Elle faisait partie depuis 1801 du canton de Crécy-sur-Serre. Dans le cadre du redécoupage cantonal de 2014 en France, cette circonscription administrative territoriale a disparu, et le canton n'est plus qu'une circonscription électorale.

#### Rattachements électoraux
Pour les élections départementales, la commune fait partie depuis 2014 du canton de Marle.
Pour l'élection des députés, elle fait partie de la première circonscription de l'Aisne depuis le dernier découpage électoral de 2010.

### Intercommunalité
Nouvion-le-Comte est membre de la communauté de communes du Pays de la Serre, un établissement public de coopération intercommunale (EPCI) à fiscalité propre créé en 1992 et auquel la commune a transféré un certain nombre de ses compétences, dans les conditions déterminées par le code général des collectivités territoriales.

### Administration municipale
| Période                                  | Période                       | Identité      | Étiquette | Qualité                                    |
| ---------------------------------------- | ----------------------------- | ------------- | --------- | ------------------------------------------ |
| Les données manquantes sont à compléter. |                               |               |           |                                            |
|                                          |                               |               |           |                                            |
| 1820                                     |                               | M. Pridhomme  |           |                                            |
|                                          |                               |               |           |                                            |
| 1900                                     |                               | M. Gonvert    |           |                                            |
|                                          |                               |               |           |                                            |
| mars 2001                                | mars 2014                     | Anne Geneste  |           | Chevalière de l'Ordre national du Mérite   |
| mars 2014                                | En cours (au 19 janvier 2024) | Hervé Gayraud | DVD       | Agriculteur Réélu pour le mandat 2020-2026 |

## Population et société

### Démographie
L'évolution du nombre d'habitants est connue à travers les recensements de la population effectués dans la commune depuis 1793. Pour les communes de moins de 10 000 habitants, une enquête de recensement portant sur toute la population est réalisée tous les cinq ans, les populations de référence des années intermédiaires étant quant à elles estimées par interpolation ou extrapolation. Pour la commune, le premier recensement exhaustif entrant dans le cadre du nouveau dispositif a été réalisé en 2005.

En 2022, la commune comptait 241 habitants, en évolution de −4,74 % par rapport à 2016 (Aisne : −1,97 %, France hors Mayotte : +2,11 %).
| 1793 | 1800 | 1806 | 1821 | 1831 | 1836 | 1841 | 1846 | 1851 |
| ---- | ---- | ---- | ---- | ---- | ---- | ---- | ---- | ---- |
| 627  | 613  | 641  | 673  | 692  | 678  | 657  | 700  | 705  |

| 1856 | 1861 | 1866 | 1872 | 1876 | 1881 | 1886 | 1891 | 1896 |
| ---- | ---- | ---- | ---- | ---- | ---- | ---- | ---- | ---- |
| 688  | 702  | 667  | 711  | 707  | 953  | 679  | 867  | 603  |

| 1901 | 1906 | 1911 | 1921 | 1926 | 1931 | 1936 | 1946 | 1954 |
| ---- | ---- | ---- | ---- | ---- | ---- | ---- | ---- | ---- |
| 574  | 535  | 519  | 392  | 435  | 419  | 399  | 392  | 434  |

| 1962 | 1968 | 1975 | 1982 | 1990 | 1999 | 2005 | 2006 | 2010 |
| ---- | ---- | ---- | ---- | ---- | ---- | ---- | ---- | ---- |
| 367  | 325  | 285  | 265  | 281  | 275  | 280  | 279  | 273  |

| 2015 | 2020 | 2022 | - | - | - | - | - | - |
| ---- | ---- | ---- | - | - | - | - | - | - |
| 253  | 245  | 241  | - | - | - | - | - | - |

## Culture locale et patrimoine

### Lieux et monuments
- L'église Saint-Martin, monument historique.
- Le monument aux morts.
- Casemate de la Seconde Guerre mondiale, face au cimetière.

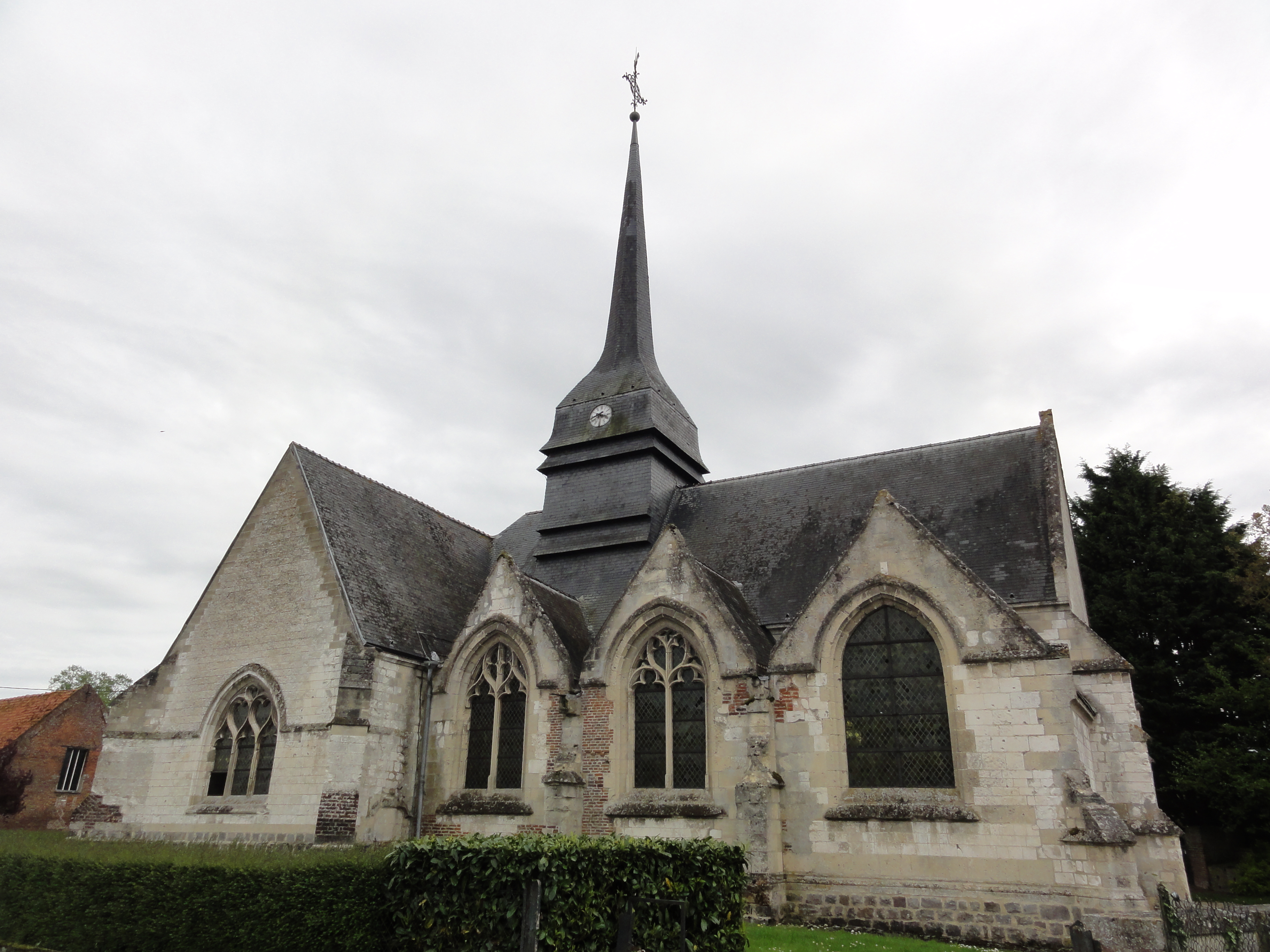
Église Saint-Martin.
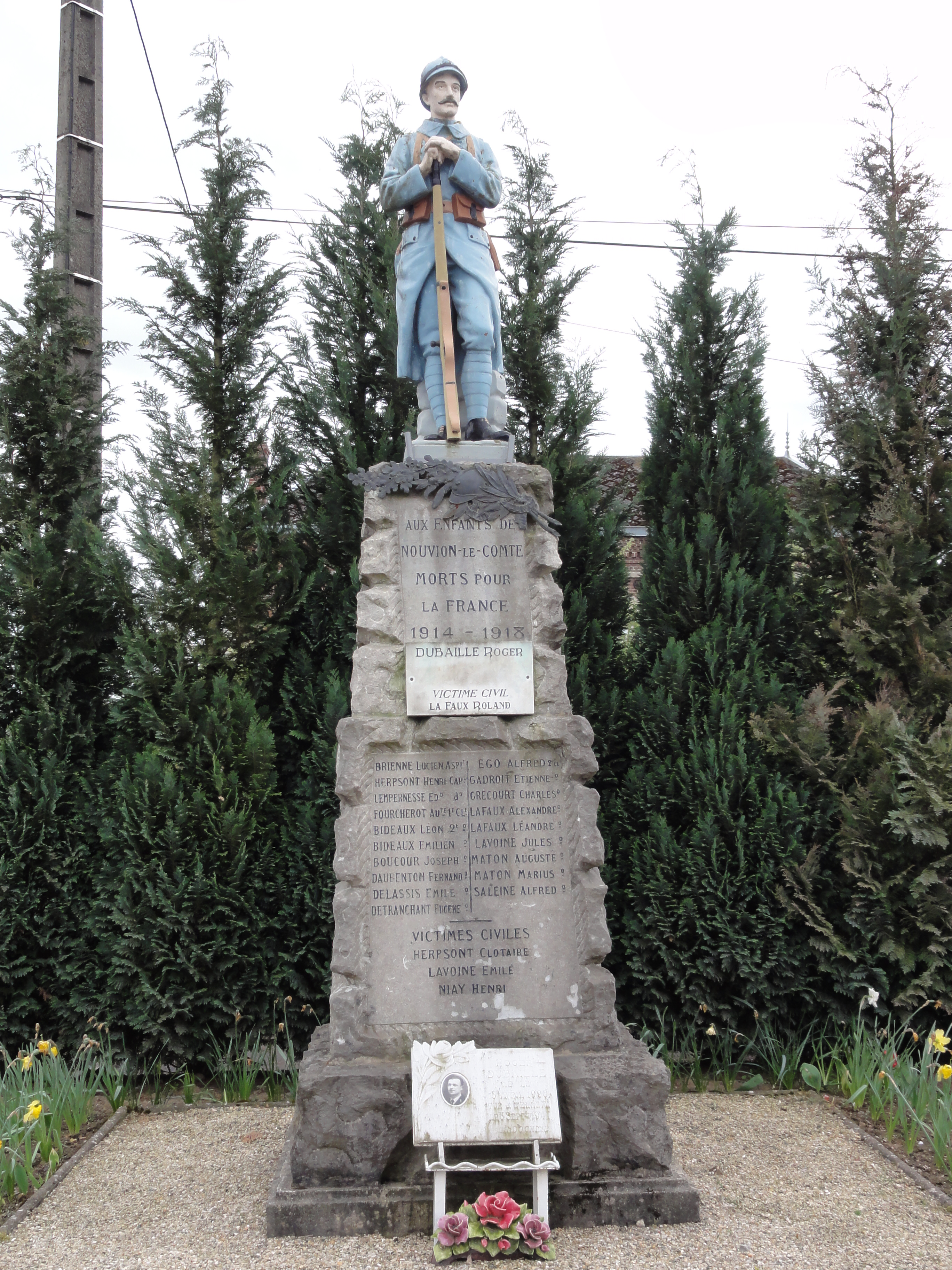
Monument aux morts.
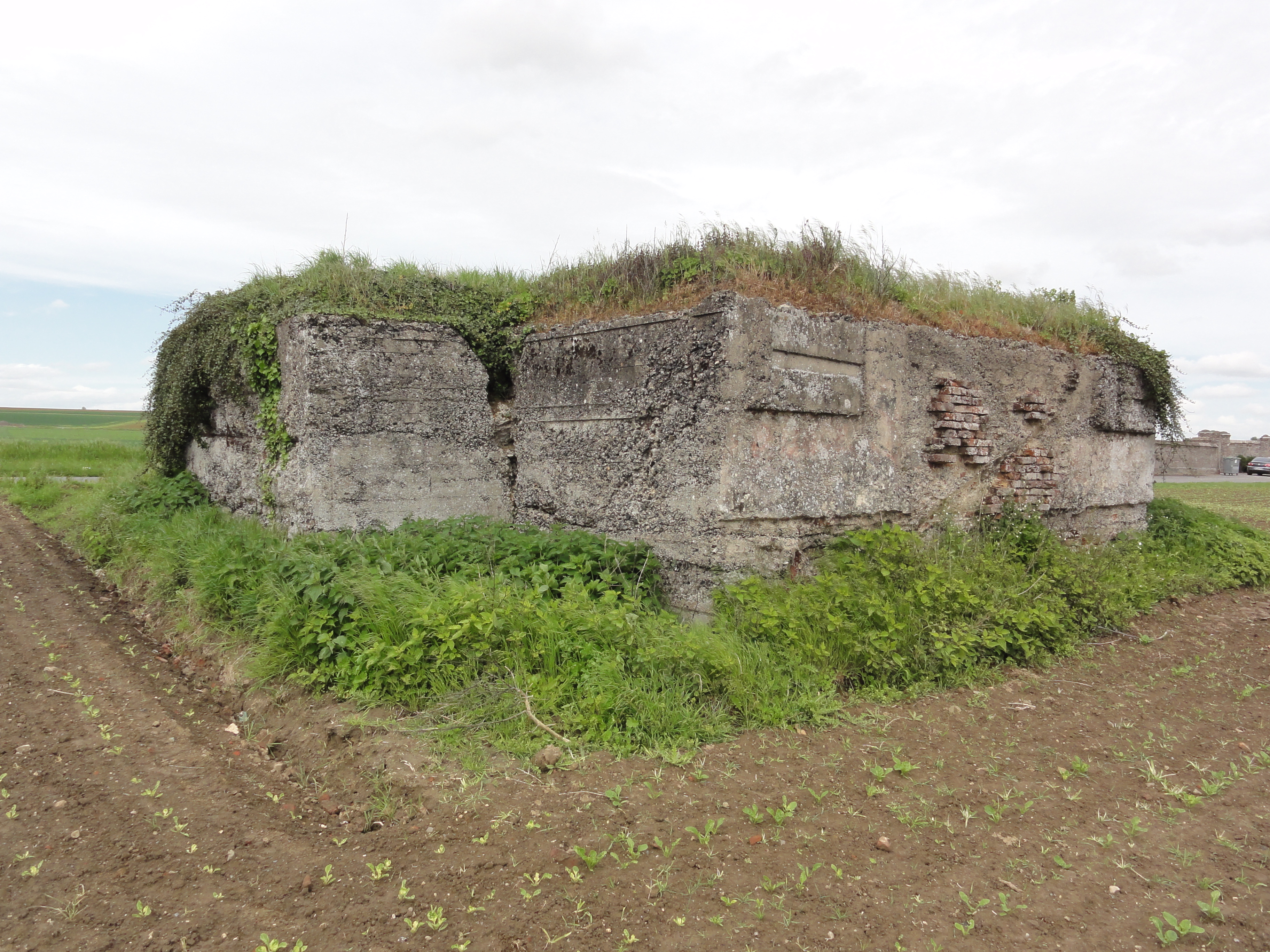
Casemate.

### Personnalités liées à la commune
- Florent de Ville (début du XIIIe siècle, seigneur de Nouvion, chevalier croisé.
- Émile Driant (1855-1916), officier, écrivain (sous le pseudonyme de Capitaine Danrit), député de Nancy, mort au champ d'honneur le 22 février 1916 au bois des Caures (Verdun).[pourquoi ?]
- Émile Idée (1920-2024), coureur cycliste, champion de France professionnel 1942 et 1947, y est né[34].

## Pour approfondir